# 2016年至2017年曼菲斯灰熊賽季
2016–17 曼菲斯灰熊賽季為曼菲斯灰熊加盟國家籃球協會後的第二十二個賽季。去年灰熊歷經傷痛困擾，在缺兵少將的逆境中，仍能連續第六年殺入季後賽。然而本季代表著灰熊藍領精神的扎克·兰多夫與托尼·阿倫已經逐漸步入衰退，灰熊的重心將轉入剛簽下史上最大合約的迈克·康利以及馬克·蓋索兩人為主導，面臨這重新再起的局面，球團也決定撤換陪著灰熊一路走過來的總教練戴夫·喬格爾，換上拿手培養年輕球員的新任總教練大衛·費茲戴爾，再以頂薪簽下具投射及組織能力的小前鋒錢德勒·帕森斯，補上了球隊長期缺乏的側翼與外圍火力位置。

## 選秀
| 輪 | 順位 | 球員            | 位置     | 國籍 | 大學 / 俱樂部   |
| -- | ---- | --------------- | -------- | ---- | --------------- |
| 1  | 17   | 韋德·鮑德溫四世 | 控球後衛 | 美国 | 范德堡大學      |
| 2  | 57   | 王哲林          | 中鋒     | 中國 | 福建鱘魚（CBA） |